# 히카와정 (시마네현)
히카와정(일본어: 斐川町)은 시마네현 히카와군에 있던 정이다. 2011년 10월, 이즈모시와 합병하여 소멸하였다.
신지호의 부근에 위치하는 시정촌의 하나이고 정내에는 이즈모 공항이 있다.

## 지리
히 강이 흐르고 있어 강가에 이즈모시와의 경계를 이루고 있으며, 신지 호의 남서쪽에 접하고 있다. 이즈모 평야 내에 있어 지형은 비교적 완만하나 정 남부는 주고쿠 산지의 북부에 해당된다.

## 역사
- 1889년 - 정촌제의 시행으로 쇼바라 촌·슛토 촌·슈쓰사이 촌·나오에 촌·이나미노 촌·구키 촌의 6촌이 성립하였다.
- 1955년 4월 - 6개의 촌이 합병해 히카와 촌이 성립하였다.
- 1965년 4월 - 정으로 승격해 히카와 정이 되었다.

## 교통

### 공항
- 이즈모 공항

### 철도
- 서일본 여객철도 산인 본선

### 도로
- 산인 자동차도
- 국도 9호선